# Nerecznica Villara
Nerecznica Villara (Dryopteris villarii (Bellardi) Woyn. ex Schinz & Thell.) – gatunek rośliny należący do rodziny nerecznicowatych.

## Rozmieszczenie geograficzne
Występuje w górach środkowej i południowej Europy (Alpy, Jura, Apeniny, Góry Dynarskie). W Polsce znajdowało się jedno tylko i jedyne w całych Karpatach oderwane stanowisko, oddalone o ponad 500 km od głównego zasięgu. Znajdowało się w Tatrach, w Wielkiej Świstówce, na wysokości 1360 m n.p.m. Zostało odkryte w 1986 r. przez Halinę Piękoś-Mirkową i Zbigniewa Mirka. W 1997 r. stanowisko uległo zniszczeniu.

## Morfologia

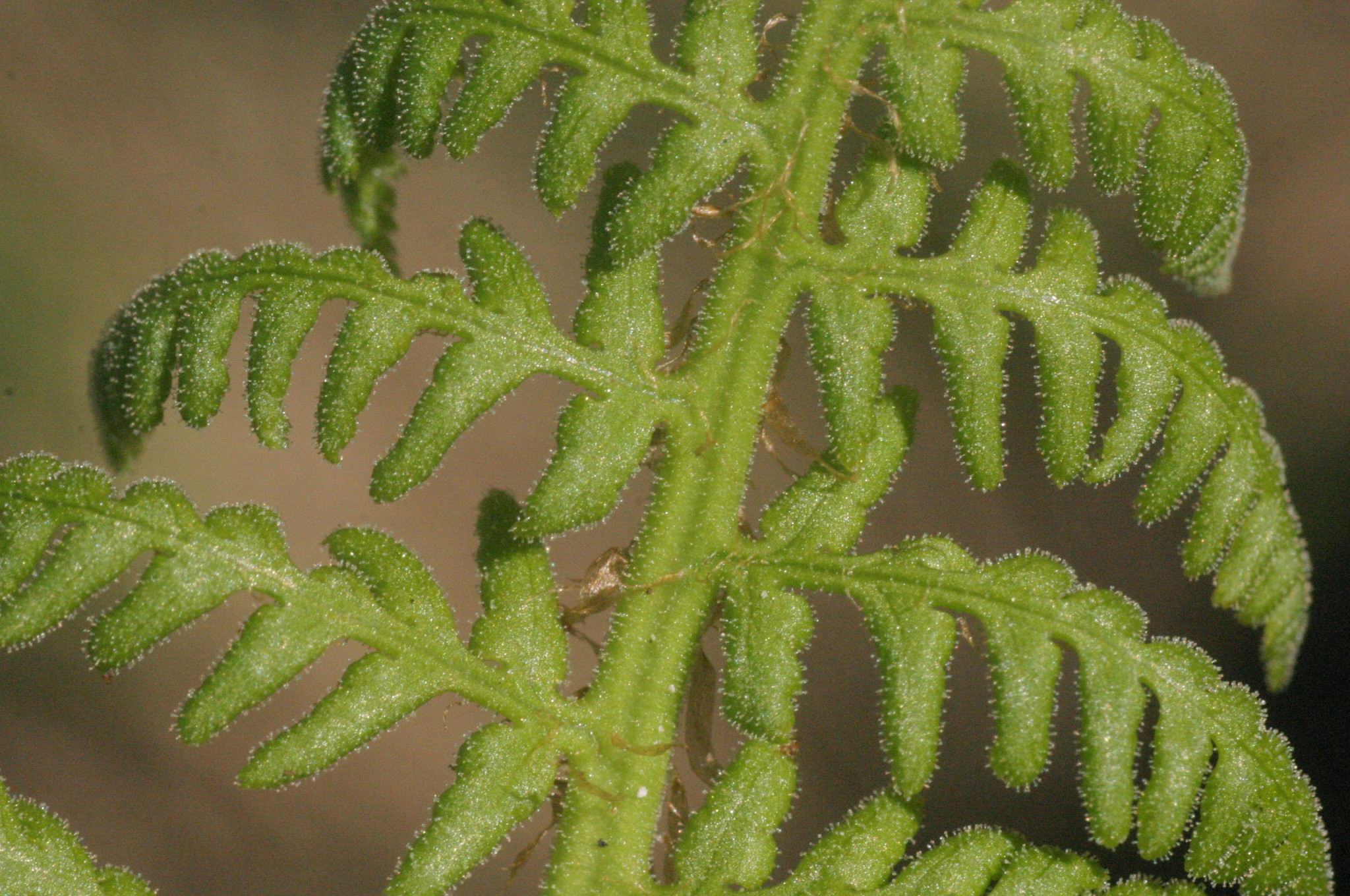
Grzbietowa strona liścia; widoczne ogruczolenie

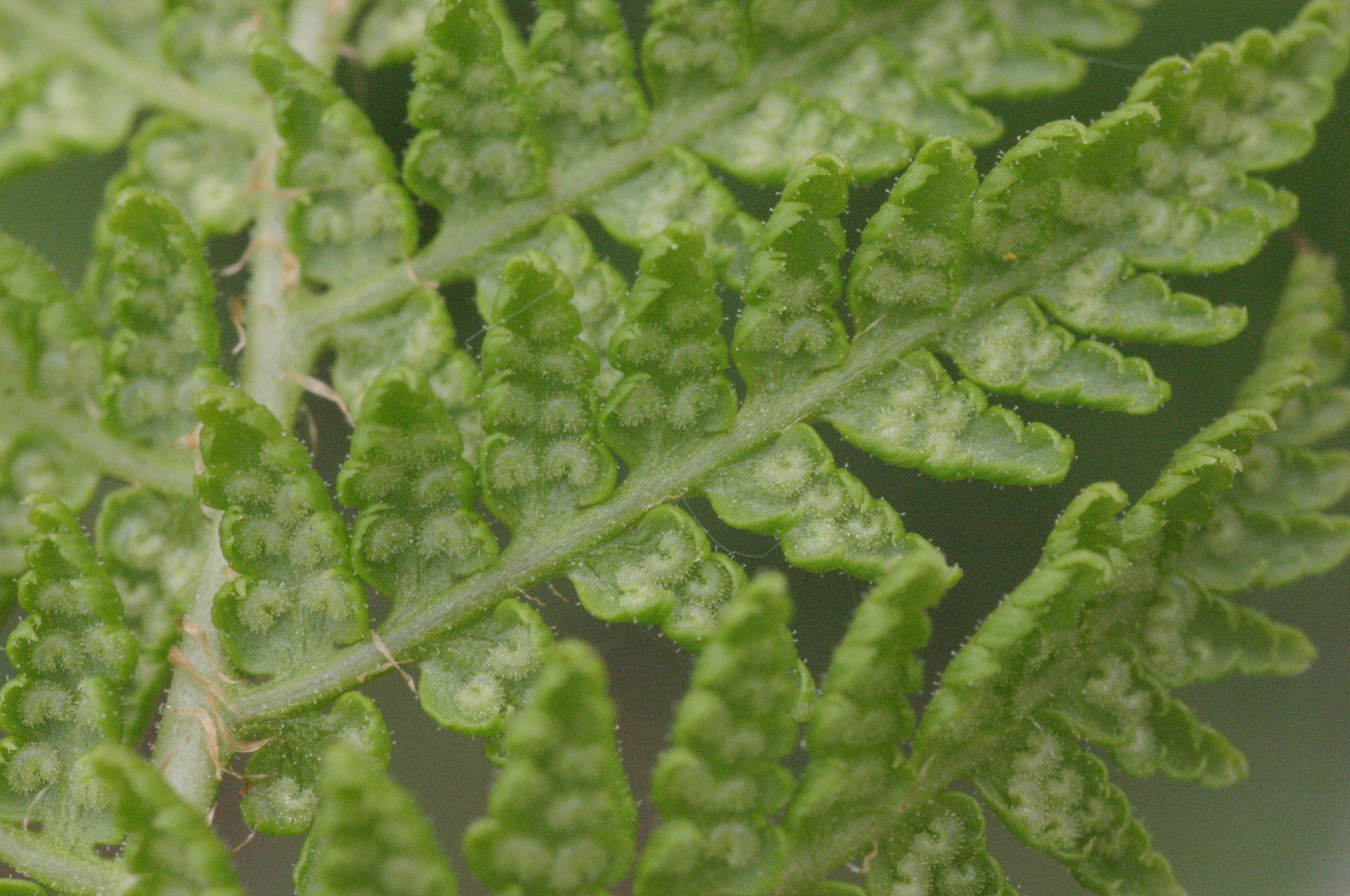
Brzuszna strona liścia z sori

PokrójPaproć do 50 cm wysokości.
LiścieOgonek krótszy od blaszki, ogruczolony. Blaszka wąskolancetowata, 2-3 krotnie pierzasta, matowa, szarozielona, gęsto pokryta żółtawymi włoskami gruczołowatymi.

## Biologia i ekologia
Bylina, hemikryptofit. Gatunek wysokogórski (oreofit). Występuje na wapiennych piargach. Zarodnie dojrzewają w sierpniu i wrześniu. Liczba chromosomów 2n=82.

## Zagrożenia i ochrona
Roślina umieszczona na Czerwonej liście roślin i grzybów Polski (2006) w grupie gatunków wymarłych i zaginionych na stanowiskach naturalnych (kategoria zagrożenia EW). W wydaniu z 2016 roku otrzymała kategorię REW (wymarły w stanie dzikim na obszarze Polski).
Znajduje się także w Polskiej czerwonej księdze roślin w kategorii EW.